# 陰屍路角色列表

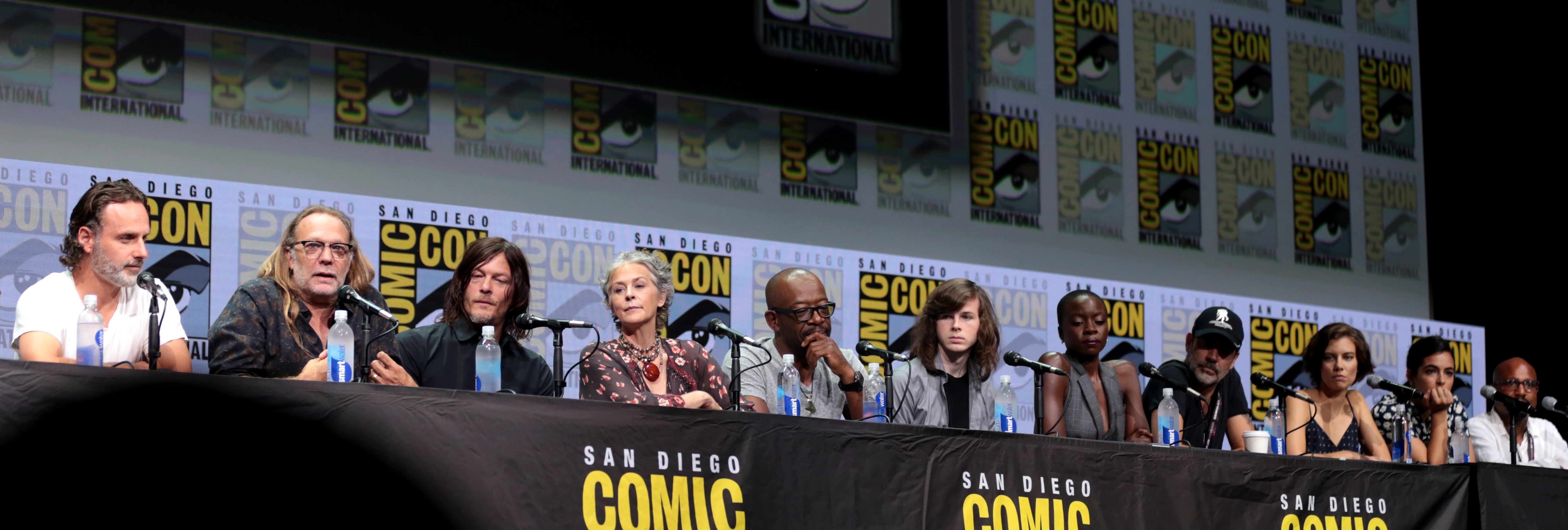
主要演員（從左至右）：安德魯·林肯、葛雷·尼可特洛（製作人）、諾曼·李杜斯、梅麗莎·麥克布萊德、藍尼·詹姆士、錢德勒·里格斯、達娜·古瑞拉、傑弗里·迪恩·摩根、蘿倫·科漢、阿蘭娜·莫特森和塞思·吉列姆出席2017年聖地亞哥國際漫畫展。

《陰屍路》（英語：The Walking Dead）是一部由法蘭·達拉本特創作的美國恐怖電視劇，改編自由羅伯特·柯克曼創作的同名漫畫。以下列出本劇中出現的角色。雖然一部分的角色在原著和影集中都有出現，但兩邊的故事發展並不完全相同。

## 總覽
| 演員                | 角色                    | 登場季數        | 登場季數        | 登場季數        | 登場季數        | 登場季數        | 登場季數        | 登場季數        | 登場季數        | 登場季數        | 登場季數        | 登場季數 |
| 演員                | 角色                    | 1               | 2               | 3               | 4               | 5               | 6               | 7               | 8               | 9               | 10              | 11       |
| ------------------- | ----------------------- | --------------- | --------------- | --------------- | --------------- | --------------- | --------------- | --------------- | --------------- | --------------- | --------------- | -------- |
| 安德魯·林肯         | 瑞克·格萊姆斯           | 主演            | 主演            | 主演            | 主演            | 主演            | 主演            | 主演            | 主演            | 主演            |                 |          |
| 強·柏恩瑟           | 夏恩·沃許               | 主演            | 主演            | 客串            | Does not appear | Does not appear | Does not appear | Does not appear | Does not appear | 客串            |                 |          |
| 莎拉·維恩·考麗絲    | 蘿莉·格萊姆斯           | 主演            | 主演            | 主演            | Does not appear | Does not appear | Does not appear | Does not appear | Does not appear | Does not appear |                 |          |
| 蘿莉·荷登           | 安卓莉亞                | 主演            | 主演            | 主演            | Does not appear | Does not appear | Does not appear | Does not appear | Does not appear | Does not appear |                 |          |
| 傑佛瑞·迪莫恩       | 戴爾·霍瓦士             | 主演            | 主演            | Does not appear | Does not appear | Does not appear | Does not appear | Does not appear | Does not appear | Does not appear |                 |          |
| 史蒂文·連           | 葛倫·瑞                 | 主演            | 主演            | 主演            | 主演            | 主演            | 主演            | 主演            | Does not appear | Does not appear |                 |          |
| 錢德勒·里格斯       | 卡爾·格萊姆斯           | 主演            | 主演            | 主演            | 主演            | 主演            | 主演            | 主演            | 主演            | Does not appear |                 |          |
| 諾曼·李杜斯         | 戴瑞·迪克森             | 主演            | 主演            | 主演            | 主演            | 主演            | 主演            | 主演            | 主演            | 主演            |                 |          |
| 梅莉莎·麥克布萊德   | 卡蘿·派勒提爾           | 主演            | 主演            | 主演            | 主演            | 主演            | 主演            | 主演            | 主演            | Does not appear |                 |          |
| 蘿倫·科漢           | 瑪姬·格林               | Does not appear | 常設            | 主演            | 主演            | 主演            | 主演            | 主演            | 主演            | 主演            |                 |          |
| 達娜·古瑞拉         | 米瓊恩                  | Does not appear | 客串            | 主演            | 主演            | 主演            | 主演            | 主演            | 主演            | 主演            |                 |          |
| 麥可·魯克           | 莫爾·迪克森             | 客串            | 客串            | 主演            | Does not appear | Does not appear | Does not appear | Does not appear | Does not appear | Does not appear |                 |          |
| 大衛·莫瑞瑟         | 總督 菲利浦·布萊克      | Does not appear | Does not appear | 主演            | 主演            | 客串            | Does not appear | Does not appear | Does not appear | Does not appear |                 |          |
| 史考特·威爾森       | 赫謝爾·格林             | Does not appear | 常設            | 常設            | 主演            | Does not appear | Does not appear | Does not appear | Does not appear | 客串            |                 |          |
| 艾蜜莉·金尼         | 貝絲·格林               | Does not appear | 常設            | 常設            | 主演            | 主演            | Does not appear | Does not appear | Does not appear | Does not appear | Does not appear |          |
| 查德·柯曼           | 泰瑞斯·威廉斯           | Does not appear | Does not appear | 常設            | 主演            | 主演            | Does not appear | Does not appear | Does not appear | Does not appear |                 |          |
| 索妮瓜·馬丁-葛林    | 莎夏·威廉斯             | Does not appear | Does not appear | 常設            | 主演            | 主演            | 主演            | 主演            | Does not appear | 客串            |                 |          |
| 小賴瑞·吉利亞       | 鮑勃·史都奇             | Does not appear | Does not appear | Does not appear | 主演            | 主演            | Does not appear | Does not appear | Does not appear | Does not appear |                 |          |
| 麥可·庫立茲         | 亞伯拉罕·福特           | Does not appear | Does not appear | Does not appear | 常設            | 主演            | 主演            | 主演            | Does not appear | Does not appear |                 |          |
| 喬許·麥蒂米特       | 尤金·波特               | Does not appear | Does not appear | Does not appear | 常設            | 主演            | 主演            | 主演            | 主演            | 主演            |                 |          |
| 克莉絲汀·瑟拉圖絲   | 蘿西塔·埃斯皮諾薩       | Does not appear | Does not appear | Does not appear | 常設            | 主演            | 主演            | 主演            | 主演            | 主演            |                 |          |
| 阿拉娜·麥斯特森     | 塔拉·錢伯勒             | Does not appear | Does not appear | Does not appear | 常設            | 主演            | 主演            | 主演            | 主演            | 主演            |                 |          |
| 賽斯·吉利姆         | 蓋博瑞·史托克斯         | Does not appear | Does not appear | Does not appear | Does not appear | 主演            | 主演            | 主演            | 主演            | 主演            |                 |          |
| 蘭尼·詹姆斯         | 摩根·瓊斯               | 客串            | Does not appear | 客串            | Does not appear | 常設            | 主演            | 主演            | 主演            | Does not appear |                 |          |
| 阿拉娜·麥斯特森     | 塔拉·錢伯勒             | Does not appear | Does not appear | Does not appear | 常設            | 主演            | 主演            | 主演            | 主演            | 主演            |                 |          |
| 亞歷珊卓·布雷肯里奇 | 潔西·安德森             | Does not appear | Does not appear | Does not appear | Does not appear | 常設            | 主演            | Does not appear | Does not appear | Does not appear |                 |          |
| 羅斯·馬奎德         | 亞倫                    | Does not appear | Does not appear | Does not appear | Does not appear | 常設            | 主演            | 主演            | 主演            | 主演            |                 |          |
| 托娃·費德舒         | 狄安娜·門羅             | Does not appear | Does not appear | Does not appear | Does not appear | 常設            | 主演            | Does not appear | Does not appear | Does not appear |                 |          |
| 奥斯汀·尼可斯       | 史賓瑟·門羅             | Does not appear | Does not appear | Does not appear | Does not appear | 常設            | 主演            | 主演            | Does not appear | Does not appear |                 |          |
| 奧斯汀·埃米利歐     | 德懷特 ( 英語：Dwight ) | Does not appear | Does not appear | Does not appear | Does not appear | Does not appear | 常設            | 主演            | 主演            | Does not appear |                 |          |
| 湯姆·佩恩           | 耶穌 保羅·羅維亞        | Does not appear | Does not appear | Does not appear | Does not appear | Does not appear | 常設            | 主演            | 主演            | 主演            |                 |          |
| 山德·貝克利         | 葛雷格里                | Does not appear | Does not appear | Does not appear | Does not appear | Does not appear | 常設            | 主演            | 主演            | 主演            |                 |          |
| 傑佛瑞·狄恩·摩根    | 尼根                    | Does not appear | Does not appear | Does not appear | Does not appear | Does not appear | 客串            | 主演            | 主演            | 主演            |                 |          |
| 卡瑞·佩頓           | 以西結                  | Does not appear | Does not appear | Does not appear | Does not appear | Does not appear | Does not appear | 主演            | 主演            | 主演            |                 |          |
| 史蒂芬·奧格         | 賽門                    | Does not appear | Does not appear | Does not appear | Does not appear | Does not appear | 客串            | 常設            | 主演            | Does not appear |                 |          |
| 凱特琳·内肯         | 伊妮德                  | Does not appear | Does not appear | Does not appear | Does not appear | Does not appear | 常設            | 主演            | 主演            | Does not appear |                 |          |
| 波利安娜·麥金托什   | 潔蒂斯／安妮            | Does not appear | Does not appear | Does not appear | Does not appear | Does not appear | Does not appear | 常設            | 主演            | 主演            |                 |          |
| 卡倫·麥克奧利菲     | 艾登                    | Does not appear | Does not appear | Does not appear | Does not appear | Does not appear | Does not appear | Does not appear | 常設            | 主演            |                 |          |
| 艾維·納許           | 西迪克                  | Does not appear | Does not appear | Does not appear | Does not appear | Does not appear | Does not appear | Does not appear | 常設            | 主演            |                 |          |
| 莎曼珊·莫頓         | 阿爾法                  | Does not appear | Does not appear | Does not appear | Does not appear | Does not appear | Does not appear | Does not appear | Does not appear | 主演            |                 |          |

## 主要人物
- 瑞克·格萊姆斯（Rick Grimes；安德魯·林肯飾，第1-9季主演，粵語配音：潘文柏）

金縣副警長，起初在家鄉出任務中負傷後於醫院裡清醒，隨後意外找到妻小後在團體中建立威信成為領導者，為了保全群體不惜一而再、再而三的殺人藉以清除威脅。來到監獄不久後，妻子蘿莉不幸產下女兒致死後飽受長時間精神折磨，開始質疑自己的決定，但最後戰勝心魔而再度擔起領導人的職責。經歷一段時間的和平處事雖然受人愛戴，但所做的一切都被總督的捲土重來而崩塌，監獄家園毀滅後和兒子卡爾逃出生天。躲在外面療傷期間和米瓊恩團圓，之後跟著鐵軌走到終點站後被扣留，但還是和向同一個目標前進的其他團友們團聚。與朋友們聯合逃出終點站後開始踏上前往華盛頓的旅程，但在途中得知解藥一事只是謊言，不知所措下遇見亞倫而被他帶到亞歴山卓安全社區開始久別難得的和平生活。經過一段時間考一場災難帶領所有居民反抗在外的行屍群體之強大威脅，在此期間犧牲一些代價但仍然獲勝，但沒過多久就面對史無前例的強大敵人「救世軍」。目睹亞伯拉罕和葛倫兩位重要隊友被屠殺後，一段時間下來對救世軍低頭並上貢一切，直到後來才認清自己的愚忠，開始招兵買馬和救世軍作鬥爭。戰爭期間仍然付出極大代價，當中兒子成為犧牲者之一，一度讓他陷入仇恨裡無法自拔，直到最後為了圓兒子生前的心願而對敵人進行寬恕。之後的一年半下來，他號召所有家園不分敵我、重建文明，但卻未預料到他埋下日後衝突的種子。修建橋樑過程中造成夥伴針對救世軍的私刑，加上隨即來到的行屍群體威脅，他在負傷的情況下犧牲自己炸毀橋樑。在夥伴眼中英勇犧牲的他，其實被衝到下游得以倖存，被潔蒂斯找到後送上她幕後的神秘直升機載往未知的地方。
- 夏恩·華許（英语：Shane Walsh (The Walking Dead)）（；強·柏恩瑟飾，第1-2季主演，第3、9季客串，粵語配音：葉振聲）

金縣警員，瑞克的搭檔兼摰友，疫情初期時在醫院被迫丟下瑞克離開，並告知瑞克的妻子蘿莉稱瑞克已死，藉此帶著蘿莉與卡爾一同撤離。後來在與蘿莉漸生情愫，成為蘿莉唯一的依靠而成為第三者，後來發現瑞克奇蹟生還。由於處事方式與瑞克相差甚遠，基於嫉妒心而和瑞克的友情日漸轉差。到農場後，因為走投無路而被迫殺害農場成員奧提斯後，受此影響而逐漸變得為所欲為，開始想盡辦法干涉農場的事務。跟瑞克發生過生死衝突後，密謀暗殺瑞克來霸佔他的一切，卻被他識破詭計而被瑞克一刀刺殺身亡；屍變醒來後被卡爾一槍射殺。其死亡對瑞克證實「人人都是感染者」，至今在瑞克心中留下陰影。幾年後，他在瑞克負傷過程中短暫出現在他的幻覺裡，諒解他殺死自己以外，提醒他要振作起來並盡可能地活下去。
- 蘿莉·格萊姆斯（英语：Lori Grimes）（；莎拉·維恩·考麗絲飾，第1-3季主演，粵語配音：朱妙蘭）

瑞克珍愛的妻子，在瑞克負傷之前就處於衝突關係，一開始因誤以為瑞克已死而與夏恩發展一段情，更因此懷上對方的胎兒。在發現瑞克活下後開始對夏恩疏遠，也成為瑞克與夏恩兄弟倆自相殘殺的直接人，得知瑞克殺害夏恩後反而敵視瑞克。後來在農場淪陷後深感自己臨盆將近，屢次打算與瑞克道歉，但一直被瑞克推脫，在監獄中發生的一次行屍攻擊時，冒險生下女兒茱蒂絲後難產而死，死亡對瑞克與卡爾父子倆造成重擊。
- 卡爾·格萊姆斯（英语：Carl Grimes）（；錢德勒·里格斯飾，第1-8季主演，粵語配音：陳琴雲→成瑤孆→張裕東）

瑞克與蘿莉的兒子，年紀雖小卻擁有無比勇氣與準確的槍法，隨著年齡的增長而開始出現自己的想法，曾認為父親懦弱而引致一些不幸發生。一次私自射殺一名準備投降的年僅十幾歲的總督士兵喬迪後開始變得冷血，直到一段時間之後才開始被父親導回正途，隨著監獄毀滅而內心一時回歸陰暗，但仍然和父親瑞克保持著十足父子情誼。和父親經歷多次生死一瞬間後徹底打消對他的之前偏見，內心仍然對他當初對喬迪痛下殺手感到懊悔，於是開始想辦法彌補一切。他在瑞克籌劃對救世軍的打擊途中，一直對在外遇見的倖存者西迪格抱有希望，於是趁瑞克不注意時將他帶回來，卻遭遇行屍襲擊而腹部被咬傷。得知自己將死後選擇一度隱瞞傷勢，回去社區為所有人寫好告別信以交代遺願後，在救世軍攻過來時寧願犧牲自己都要為其他人爭取時間逃跑。將所有居民撤離至下水道裡後才對父親和米瓊恩展示他的咬痕，將最後遺願交代完成後，在瑞克和米瓊恩的陪伴下用瑞克的手槍自盡，遺體被瑞克和米瓊恩安葬在社區墓園裡。
- 摩根·瓊斯（英语：Morgan Jones (The Walking Dead)）（；蘭尼·詹姆斯飾，第1、3季客串，第5季常設，第6-8季主演，粵語配音：葉振聲）

瑞克在行屍世界清醒後遇到的第一位倖存者，和兒子將瑞克救回去治療傷勢，和瑞克交換武器後打算射殺屍變的妻子來解除心頭之痛，卻因無法下手造成兒子的死亡。隨後沒有回應瑞克留下的通訊器，自身開始陷入嚴重精神崩潰，以「清醒」（Clear）之名義來殺害、掠奪遇到的任何人，和瑞克第二次相逢時拒絕隨他一起走。住處意外被火燒毀後在野外遇見另一位倖存者伊斯特曼，與其相處一段時間後開始走出陰影，在伊斯特曼死後將他埋葬，開始以習得的理念來生存。跟往終點站時通過一些記號跟到教堂，並用留下的地圖來到華盛頓地區最終找到瑞克。和瑞克團圓不久後開始與瑞克的殺人行徑感到不解，不僅因為理念不和而和眾人格格不入，甚至成為造成安全區發生種種災難的間接關係人，最後決定獨自離去前往尋找自我放逐的卡蘿，由此找到王國城而加入以西結的集體。然而，他不久後因為以西結同樣受救世軍脅迫，他所訓練的一位年輕小夥被他們放肆槍殺，導致他內心奔潰而回歸過去的陰暗，說服以西結加入戰局對抗救世軍。他的內心由此處在和平和殺生兩條路中左右為難，時不時看見因他而死的人士之幻覺折磨，在對抗救世軍的戰爭結束後開始將自己封閉起來，對他人避不見面，乃至從此離開眾人的集體並遠走他鄉流浪。
- 葛倫·瑞（英语：Glenn Rhee）（；史蒂文·連飾，第1-7季主演，粵語配音：梁偉德）

瑞克不可缺少的副手，一位韓裔青年，亞特蘭大組群的一份子，災難發生前是比薩外送員。行動敏捷，擅長穿梭城市地形，擔當斥候及搜索補給品等工作。來到農場後和農場主人赫謝爾的女兒瑪姬成為一對情侶，其後在監獄時期向瑪姬求婚而和她正式成為夫妻。在監獄生活期間一度染上流感，所幸被赫謝爾緊急治療才保住一命，不久後監獄被總督攻陷後帶著病逃亡並和瑪姬分散。遇到亞伯拉罕三人組後最終和瑪姬團圓，經歷終點站後重新遇到瑞克等人乃至來到位於華盛頓的亞歴山卓安全社區。在社區中成為搜資者之一，選擇寬恕並幫忙隱瞞惹出過人命的尼古拉斯，之後受行屍群體圍攻時還是靠尼古拉斯自盡才保住一命。但好景不長，瑪姬剛懷上他的孩子，他和瑞克一行人受尼根等救世軍敲詐，因為受戴瑞衝動之舉影響，他作為第二犧牲者而被尼根連環敲擊頭部而慘死，遺體被帶回山頂寨安葬，他的死亡對瑪姬、瑞克和戴瑞造成巨大痛苦。
- 安卓莉亞（英语：Andrea (The Walking Dead)）（；蘿莉·荷登飾，第1-3季主演，粵語配音：曾秀清→黃玉娟）

亞特蘭大組群的一份子，曾經是幫助辯護人權的律師，妹妹艾米不幸在行屍襲擊裡喪生後一度變得失魂落魄，找各種機會打算自殺，在疾控中心選擇留下來赴死的她，在戴爾的強求下才選擇逃走。逃出後經歷一段時間才恢復以往的心態，一度對夏恩有著好感，但在農場淪陷時與眾人走散，行走森林時遇到米瓊恩，乃至加入伍德貝瑞鎮的集體。但在期間屢次打算將瑞克等人與小鎮能和談，但最後因為發現總督的真相而遭到他的囚禁，最後被屍變的總督親信米爾頓咬傷肩膀。她在後來趕到的瑞克一行人陪伴下，用瑞克的槍舉槍自殺，遺體被帶回監獄安葬。
- 戴爾·霍瓦士（英语：Dale Horvath）（；傑佛瑞·迪莫恩（英语：Jeffrey DeMunn）飾，第1-2季主演，粵語配音：黃子敬）

一位心地善良、理想主義的老人，擁有一輛露營車，亞特蘭大團隊中最年長者，常常和族群們傾訴。很關心安德莉亞，將她視為女兒一般，在疾控中心爆炸的一刻自願留下才讓她回心轉意。在農場中為了保護一個即將被瑞克處決的外來人而四處奔走，最後無法接受世界淪為“適者生存”而負氣出走，卻在晚上時被行屍重傷，迴天乏術下被戴瑞開槍命中頭部以終結生命，遺體最後安葬在農場。
- 莫爾·迪克森（英语：Merle Dixon）（；麥可·魯克飾，第1季常設，第2季客串，第3季主演，粵語配音：朱子聰）

戴瑞的哥哥，來自南方的種族歧視者，兒時長期遭受父親虐待而產生暴力傾向和反社會人格，做任何事都是會動手動腳。一開始因為發瘋而被瑞克用手銬拷在亞特蘭大購物中心頂樓，被組群拋棄後獨自鋸斷手、忍著出血與劇痛逃跑後被總督的人找到。被救至伍德貝瑞鎮後成為總督的副手，之後為了救被總督挾持的戴瑞才背叛他。重新加入瑞克一方後被視為叛徒，因為無法忍受別人異樣眼光，放棄贖罪機會而獨自和總督硬拼。最後暗殺總督失敗下被他一槍射殺，變成行屍後被戴瑞忍痛一刀刺穿頭部終結屍態，遺體最終被戴瑞埋葬。
- 戴瑞·迪克森（英语：Daryl Dixon）（；諾曼·李杜斯飾，第1季常設，第2-9季主演，粵語配音：曹啟謙）

瑞克不可缺少的副手，組群中的打獵高手，善用十字弓，冷酷少言、樂於助人，一向將他的私人情感藏在心中，後因受貝絲的樂觀性格影響，戴瑞開始改變，開始敞開內心。災難發生前與其兄弟終日過著無所事事的生活，並和哥哥一樣有著壞心眼，但跟組群相處以來就變得心地善良，跟在瑞克身邊學會做人的道理，隨著時間推及而成為眾人裡面最受愛戴的一位夥伴。旅途過程中失去了哥哥莫爾、出生入死並相知相惜的貝絲，很快也參與過救世軍戰爭。曾經被恩將仇報的德懷特抓去囚禁備受精神折磨，逃跑開始對救世軍恨之入骨，多次違抗瑞克的命令打算私自動手。救世軍戰爭結束後，他暗中加入瑪姬的秘密陣營來等待抵制瑞克決定的時機，但在建橋事件中目睹瑞克因他負傷乃至英勇“犧牲”。絕望的他從此不離不棄地尋找瑞克的下落，在森林中過著與世隔絕的生活長達六年，直到新敵人低語者跨進他們領地後，迫使他重裝上陣加入對抗低語者的鬥爭中。
- 卡蘿·派勒提爾（英语：Carol Peletier）（；梅莉莎·麥克布萊德飾，第1季常設，第2-9季主演，粵語配音：沈小蘭）

一位做事畏縮的家庭主婦，剛開始與女兒生活在丈夫的暴力之下，而後來女兒的死也使她悲痛萬分。而懦弱性格卻在種種磨難下，開始變得聰明堅強，必要時可以捨己為人、痛下殺手。她殺害過兩位患上流感的監獄同伴以防止病情擴散，監獄被毀後目睹她收養的姐妹倆“自相殘殺”，這兩件慘痛經歷給她造成過巨大打擊。陪組群住進亞歴山大安全社區後，發現自己雙手沾染的鮮血越來越多，選擇告別群體自我放逐，不想再次沾上任何和殺戮有關的事情。直到得知救世軍殘殺葛倫和亞伯拉罕後才讓她從恐懼中覺醒過來，並說服王國城領袖以西結一同開戰。她在救世軍戰爭中做出巨大貢獻，贏得戰爭後住進王國城跟以西結相愛並成婚。
- 瑪姬·格林（英语：Maggie Greene）（；蘿倫·科漢飾，第2-9季主演，粵語配音：林元春→曾佩儀）

赫謝爾的大女兒，農場的主要幫手，與葛倫產生情愫，起初只有性關係，逐漸發展為真感情，隨後接受他的求婚而成為夫妻關係。農場淪陷後的一路上失去過父親和妹妹，但她還是勇敢堅持地活下去，陪同伴住進亞歴山卓安全社區後懷上她和葛倫的兒子。隨著救世軍的出現，她無奈地目睹其首領尼根將葛倫的頭當場打碎，使她情緒崩潰。此後她搬到山頂寨居住，想辦法罷免那裡貪生怕死的領袖葛雷格里後，獲得當地居民支持而成為新領袖。她率軍加入瑞克組建的民兵軍團跟救世軍抗衡，不管經歷多大犧牲都不肯對救世軍低頭。當戰爭勝利時，由於瑞克選擇饒恕且關押尼根，使她對此不滿而打算找機會為葛倫報仇。接下來的一年半期間，她生下一個男孩並將他命名為「赫謝爾」，將密謀暗殺她的葛雷格里處以絞刑殺害。她和同樣憎恨救世軍的戴瑞達成共識拖住瑞克去對尼根尋仇，但在報仇之際看著尼根生不如死的模樣，讓她就此打消復仇念頭。隨著瑞克接下來因她的舉動而間接“犧牲”，她六年期間卸任山頂寨領袖位置，帶著孩子搬去之前受人介紹的新社區。
- 赫謝爾·格林（英语：Hershel Greene）（；史考特·威爾森（英语：Scott Wilson (actor)）飾，第2季常設，第3-4季主演，第9季客串，粵語配音：陳曙光）

格林農場的主人，一開始愚昧無知地認為行屍還是能恢復，直到夏恩的暴行才認清事實。之後開始擔起家庭的梁子，在搶奪監獄的行動中不慎被行屍咬傷腿，但即時被瑞克截肢才保住一命。之後變成隊伍中的心靈導師，幫助瑞克度過心理的難關。光靠一己之力救活了監獄因為流感危機而臨死的受害者們，最後卻被總督劫為奪下監獄的人質，即便在瑞克的求命下還是被總督一刀砍下頭。作為對瑞克影響最深的人之一，死後一度出現在負傷的瑞克幻覺裡，重新給予他勇氣且提醒他不要放棄。
- 貝絲·格林（英语：Beth Greene）（；艾蜜莉·金尼飾，第2-3季常設，第4-5季主演，粵語配音：何璐怡）

赫謝爾的小女兒，瑪姬同父異母的妹妹，剛開始內心十分脆弱，曾因痛失母親而企圖自尋短見，但還是沒成功而和瑞克一行人相處至今，久而久之也從嬌生慣養變得獨立自主。監獄淪陷後與戴瑞相處一段時間，對他產生微妙情愫。是讓戴瑞開始敞開內心，直面過去悲傷，擺脫過去痛苦的人。在行屍攻擊時被捉回亞特蘭大的葛雷迪紀念醫院，獨自與掌控醫院的極端權力鬥爭。最後得到與瑞克等人團圓的機會，卻為救人遭槍擊身亡，此事對瑪姬和戴瑞造成重擊。
- 米瓊恩（英语：Michonne）（；達娜·古瑞拉飾，第2季客串，第3-9季主演，粵語配音：謝潔貞）

一位極為孤僻、獨斷專行的黑人女性，手持一把武士刀，疫情初期時曾經和兒子住在難民營裡，直到難民營淪陷而失去兒子。獨自逃生並陷入嚴重精神創傷的她，在森林裡拯救差點被殺的安卓莉亞，與她相處幾個月之間成為夥伴。跟安卓莉亞一起被強制送往伍德貝瑞鎮，始終仇視著滿口謊言的總督，離開小鎮過程中受總督派人追殺時，目睹莫爾抓走葛倫和瑪姬，這也讓她找到監獄認識瑞克一行人。帶領他們突襲伍德貝瑞鎮時殺死總督變成行屍的女兒、並刺傷總督右眼，之後也在對抗總督的戰爭裡具有極大的貢獻。她開始被瑞克視為左右手，長久相處後逐漸卸下心防，主動向卡爾談起自身遭遇。提議眾人相信亞倫的說法並加入亞歴山卓安全社區後，和瑞克發展為戀愛關係，也是眾人中最支持瑞克的人。隨著她視為兒子一般的卡爾喪生後，她內心逐漸充滿無處洩憤的怒火，受瑞克陪伴而得以撫平。當瑞克於一年半後的“犧牲”以及遭受過“摯友背叛”，使她的情緒徹底崩潰之下嚴明禁止她們跟其他社區來往，親自撫養並保護瑞克的養女茱蒂絲以及她後來生下的瑞克之子「小瑞克」。
- 菲利浦·布萊克／總督（英语：The Governor (The Walking Dead)）（；大衛·莫瑞瑟飾，第3-4季主演，第5季客串，粵語配音：陳欣）

伍德貝瑞小鎮的獨裁者，處事冷血殘忍、不擇手段，會不惜一切辦法排除異己。一開始對自己人非常慈祥，直到他屍變的女兒潘妮被米瓊恩終結屍態以及右眼被她刺瞎後才展現出陰暗的真面目，決定不顧他人的勸阻，執意要向瑞克一行人復仇。屢次突襲監獄失敗下，屠殺自己所有打算撤軍的士兵，與剩餘的兩名忠誠手下離去後最終被他們遺棄，最後放火燒毀人去樓空的小鎮獨自在外流浪好幾個月。之後認識莉莉·錢伯一家人後，開始將她們視為要守護的人，再度打算搶奪監獄時抓來米瓊恩跟赫謝爾來跟瑞克談判，談判不成所以把赫塞爾砍頭致死而引發戰爭，跟瑞克扭打成一團時被米瓊恩從背後刺穿胸膛。最後全軍覆沒並淪為將死之人下，被愛人莉莉開槍射殺身亡；屍體至今躺在監獄草坪上。
- 泰瑞斯·威廉斯（英语：Tyreese）（；查德·柯曼飾，第3季常設，第4-5季主演，粵語配音：陳卓智）

一位外表堅強、內心敏感的倖存者，隨身武器為榔頭，經歷過伍德貝瑞後正式加入監獄一方。在戀人凱倫遭到謀殺焚屍後精神崩潰。逃出監獄後乃至目睹一系列悲劇發生，開始對殺生和生存一事感到排斥，因而造就同伴的災難。在幫助諾亞回家時不慎被行屍咬傷手，痛苦中看見因自己而死的多數人之幻覺。最後被瑞克即時砍斷手，仍因失血過多而在趕回去的路上死去，遺體隨後被送回去埋葬。
- 莎夏·威廉斯（英语：Sasha Williams (The Walking Dead)）（；索妮瓜·馬丁-葛林飾，第3季常設，第4-7季主演，第9季客串，粵語配音：鄭麗麗）

泰瑞斯的妹妹，與哥哥一行人的旅程中加入伍德貝瑞鎮乃至監獄組群，成為資源搜集小隊的一份子。監獄淪陷後和戀人鮑勃相處一段時間，之後還跟哥哥團圓，但在他們雙雙不幸死去後陷入嚴重的精神創傷。亞歴山卓安全區生活時變得咄咄逼人、獨來獨往，在亞伯拉罕的陪伴中逐漸開始走出陰影，但亞伯拉罕也不幸被尼根打碎頭身亡。從此以後就陪伴瑪姬一起生活在山頂寨，也一直伺機安排她的復仇，便和原來的情敵—蘿西塔達成共識前去暗殺尼根。最後選擇獨自進去復仇卻被抓獲，假裝和他們配合後原本被尼根作為引誘瑞克一方投降的工具，但因為不想背叛朋友而吞食尤金所給的毒藥膠囊自盡。死去屍變後為遭挾持的瑞克一方提供反擊的時間，最後徘徊在森林裡後被瑪姬和耶穌聯手終結屍態，遺體最後被安葬在安全區墓園。
- 鮑勃·史都奇（英语：Bob Stookey）（；小賴瑞·吉利亞（英语：Larry Gilliard, Jr.）飾，第4季常設，第5季主演）

前軍醫，監獄後來招募的倖存者之一，連續經歷兩個隊伍殲滅的過程，被瑞克收留仍擺脫不陰影，借酒澆愁造成同伴的死亡。監獄毀滅後和隨行的薩莎成為戀人關係，並開始走出過去陰霾而開朗面對未來。但在終點站之後不慎在一場搜資任務中被咬傷，選擇隱瞞後卻被終點站的餘黨抓去砍下腿當食物、並作為威脅瑞克一方的人質。揭露自己被咬到後被放回教堂，臨終前和朋友們告別後死去，最後被泰瑞斯刺死後安葬在教堂墓園。
- 塔拉·錢伯勒（英语：Tara Chambler）（；阿拉娜·麥斯特森（英语：Alanna Masterson）飾，第4季常設，第5-9季主演，粵語配音：黃昕瑜）

新進女警，講話粗口、大大咧咧的女同性戀者，為總督在外漂泊時結識的錢伯家次女，和他相識後服從總督的一切命令，但在攻擊監獄時才認清他的真面目。監獄戰爭後因為害怕而躲在一旁，作為總督軍團中唯一的倖存者，失去家人的她與葛倫互相救過彼此，和瑪姬同樣是家族唯一倖存者而達成共識，到達終點站後得到瑞克的原諒。她從此變成一行人中的重要夥伴，加入安全社區擔任搜資者，她一度墜河而最先發現海岸部落，從此得知她們下落後盡全力說服她們參與進對抗救世軍的戰爭。戰爭打贏後遷居至山頂寨，在接下來的七年裡成為山頂寨領袖的重要親信。當瑪姬卸任離開社區，而耶穌上任卻死於低語者手中後，她被迫擔任其領導職責。在帶領代表團參與王國城舉辦的集會期間，她不慎被低語者首領阿爾法俘虜，即使試圖反抗卻還是被阿爾法斬首殺害，她的屍首被插在長矛上作為低語者領地的分界線。
- 亞伯拉罕·福特（英语：Abraham Ford）（；麥可·庫立茲飾，第4季常設，第5-7季主演，粵語配音：陳永信）

一位身材魁梧的美軍中士，對自己身邊重要的人一向重情重義。剛開始因為痛失家人，而鐵了心護送唯一知道病毒解藥的尤金前往華盛頓，盼望能阻止病毒危機。然而，到最後才發現尤金只是撒謊，一開始雖然對未來感到不知所措，但最終仍走出陰影而努力生存，和瑞克建立信任後成為組群不可缺少的的一份子。到達安全區不久後，逐漸對莎夏產生情愫後與蘿西塔忍痛分手，但與她的戀情沒持續多久，就被救世軍領袖—尼根以連環敲擊頭部而慘死。
- 尤金·波特（英语：Eugene Porter）（；喬許·麥蒂米特（英语：Josh McDermitt）飾，第4季常設，第5-9季主演，粵語配音：劉奕希）

一位自稱握有行屍疫情解決方案的科學家，孤傲又偏心，對生存等方面知識其實一竅不通，被亞伯拉罕護送前往華盛頓。但在過程中面臨危險時容易退縮，後來才招供他的科學家身份一事其實是自己編造的謊言，藉此名義來保全自身。後期開始訓練自己並幫助夥伴，得到眾人寬容，後來一段時間裡被救世軍強行帶到聖殿研製彈藥。雖然膽怯，但最終決定忠誠於瑞克一行人，於是靠他研製的“自爆彈藥”來為瑞克一方成功搬到戰局，戰後繼續留在聖殿工作，一直到聖殿不宜居住而紛紛遷離後才搬回社區中。
- 蘿西塔·埃斯皮諾薩（英语：Rosita Espinosa）（；克莉絲汀·瑟拉圖絲飾，第4季常設，第5-9季主演，粵語配音：陳琴雲）

亞伯拉罕的女朋友，受過軍事、堅強驃悍的女性，對懦弱的尤金嚴厲，教導其生存。跟隨瑞克一行人住進安全社區不久，因亞伯拉罕的情感動搖而被他分手後相當感傷，隨後跟社區領袖狄安娜之子史賓瑟相愛。她目睹亞伯拉罕被尼根用球棒打碎頭後情緒崩潰，埋葬其遺體後想方設法想為他報仇，待人處事也變得急躁、咄咄逼人，直到跟莎夏相處且一度合作後才改變態度。她擔任對抗救世軍的主力軍之一，做出巨大貢獻直到戰爭打贏。在接下來的七年裡跟西迪格談過戀愛直到分手，隨後跟蓋博瑞成為男女朋友，但後來發現自己懷上西迪格的孩子而不知如何是好，後為了拯救孩子，從屍群中殺出，雖然母女沒事，但蘿西塔仍舊遭喪屍咬傷，最後與蓋博瑞道別後，尤金相繼道別後，便結束生命。
- 蓋瑞斯（英语：Gareth (The Walking Dead)）（；安德魯·J·韋斯特（Andrew J. West）飾，第4季常設，第5季主演）

一座以火車中繼站改造而成的家園「終點站」的領袖，起初白手起家搭建出美好家園，並和家人與夥伴打著“和平接納”之旗號來邀請倖存者前來。但他的善心卻引來一群暴徒闖進來肆虐、屠殺、掠奪，以損失數十位夥伴的代價成功奪回家園，但從此認定“以暴制暴”才是生存之道。後來開始泯滅人性、與手下將其他在外的倖存者視為資源補給與“食物”來源。因為家園被瑞克等人摧毀而伺機復仇，卻自食其果反被擊敗，最後雖然跪地求饒、講述了自己的起因，但仍然被瑞克一刀砍頭後埋葬。
- 蓋博瑞·史托克斯（英语：Gabriel Stokes (The Walking Dead)）（；賽斯·吉利姆飾，第5季常設，第6-9季主演，粵語配音：李錦綸）

一位隱居在森林深處的小教堂的神父，雖以宗教人士出身，但個性卻十分膽小，遇到行屍會不知所措。收留瑞克一行人後逐漸對他們的冷血處事感到不解，於是在跟隨他們來到安全區生活後，試圖和那邊的居民們警告這件事，卻導致一幢慘劇的發生而被眾人唾棄。之後為了贖罪而開始學習生存、樂於助人，並服從瑞克的一切命令，而過去的所為很快就得到眾人的原諒。
- 亞倫（英语：Aaron (The Walking Dead)）（；羅斯·馬奎德（英语：Ross Marquand）飾，第5季常設，第6-9季主演，粵語配音：李致林）

亞歴山卓安全區的招募員，為瑞克見到的第一位來自安全區的居民，跟蹤了瑞克一行人數日後決定將他們收納至安全區中生活。是一位男同性戀者，為人善良、正直，因此在社區裏受人愛戴，協助過戴瑞走出創傷而和他成為了在外的搭檔。後來因為一個無心的錯誤導致背包落下，因此將安全區的位置洩漏給了狼族，間接性引發了不少災難，但坦白了事情後還是被眾人諒解，在瑞克接替領導位置後自願加入了他的行列，在清理前哨站時痛失愛人，後領養了意外在前哨站發現的女嬰作為養女。
- 狄安娜·門羅（英语：Deanna Monroe）（；托娃·費德舒（英语：Tovah Feldshuh）飾，第5季常設，第6季主演，粵語配音：雷碧娜）

前美國國會議員，亞歴山卓安全區的領導者，為一個理想主義、內心寬容的政治家。由於理想過於傳統、加上社區很少受到過威脅，而打算將社區塑造成“天堂家園”，將瑞克一行人招募進來後無視他們的警告。而最後長子和丈夫相繼死去，發現一切都是自己的愚蠢所造成，於是正式退出了領導位置而讓給了瑞克。在行屍大舉入侵社區時被咬傷腹部，在迴天乏術下拜託瑞克和米瓊恩保護家園並實現她的遺願，最後自願留下來和行屍群體作戰而戰死。死後變成行屍，徘徊在社區附近森林中，最終被次子史賓瑟發現，終結屍態後安葬於一棵樹下。
- 潔西·安德森（英语：Jessie Anderson (The Walking Dead)）（；亞歷珊卓·布雷肯里奇飾，第5季常設，第6季主演，粵語配音：曾秀清）

亞歴山卓安全區的女居民，一位美麗動人的金髮女子，負責食物部門，同時也是一名造型師，和瑞克相識後產生微妙情愫。但她在家裡是一名家暴受害者，以至於造成瑞克和她的暴力丈夫皮特的鬥毆事件。皮特因為耍酒瘋引發血案而被瑞克處決後，很快就諒解了瑞克的行為，最後成為了他的戀人。而在行屍大舉入侵社區時，和瑞克披上行屍血的大衣和兩個兒子穿越行屍群體時，因為目睹次子山姆被行屍吃掉而精神受創，最後也一同被行屍認出而在瑞克面前被圍剿而死。其死亡為瑞克再次造成衝擊，使得瑞克在憤怒下沖去去獨自作戰，也間接性導致全體居民聯合起來成功捍衛家園，遺體最終和兩個兒子一同被安葬在安全社區墓園中。
- 史賓瑟·門羅（英语：Spencer Monroe）（；奥斯汀·尼可斯飾，第5季常設，第6-7季主演，粵語配音：關令翹）

亞歴山卓安全區的居民，狄安娜的次子，待人和善，但做事膽怯且我行我素，甚至還不愛聽他人的勸阻。在父母、哥哥相繼死去後成為家族唯一的倖存者，擔起安全區中的重要人物，並和剛和亞伯拉罕分手不久的蘿西塔成為一對情侶。在救世軍的出現讓瑞克跌落谷底，從此認為一切災難都是瑞克所導致並開始反對其領導方式。為了推翻瑞克接管領導位置來證明自己不需要他，不惜陪來到安全區參觀的尼根握手相和、喝酒聊天，想藉此建立起關係。但他的如意算盤最終被尼根識破，因此被尼根當著眾人的面、一刀切開腹部後滾出胃腸之下流血致死；屍變後被瑞克終結屍態。
- 伊妮德（Enid；凱特琳·内肯飾，第5-6季常設，第7-9季主演，粵語配音：凌晞）

安全社區中的一位文靜少女，比瑞克一行人還要先來不久，疫情初期目睹過父母被行屍殺死，獨自在外生存很久，期間自創自己的生存座右銘「只管活下去」（Just Survive Somehow），無意間走到安全區門口後搬進去。因為精神創傷而一向和眾人格格不入、喜愛翻墻外出冒險，雖然有潔西的兒子榮恩當男友，但和卡爾的關係越見曖昧。在狼族襲擊安全區後獨自離開，巧遇並營救困在附近小鎮上的葛倫後，被他點醒而協助他救出受困的瑪姬。災後便被葛倫和瑪姬視為家人，以往孤僻的個性也開始變得開朗、充滿活力，後來也成為卡爾的女友。在救世軍戰爭中得知卡爾死訊後難過不已，直到戰爭後才開始重新振作，跟在西迪格身邊學會醫術和急救技巧，至今沒有忘記卡爾對她的恩情。接下來的七年裡成為訓練有素的醫生，跟奧爾登相戀成為男女朋友，陪他參加王國城舉辦的集會。但她最後不幸成為被低語者領袖阿爾法抓去斬首的其中一人，屍首被插在長矛上作為分界線。
- 保羅·「耶穌」·羅維亞（英语：Paul "Jesus" Monroe）（；湯姆·佩恩飾，第6季常設，第7-9季主演，粵語配音：陳耀楠）

山頂寨的搜資者，身手矯健、無孔不入，能在幾秒之內解開任何繩索，在一次搶貨行動中和瑞克與戴瑞相識，在兩方互不謙讓的情況下損失尋獲的一切，被帶回安全區後介紹自己的社區。在山頂寨中同樣備受尊重，雖然無心當領袖，還是在社區中受人愛戴，在葛雷格里失去領導者威信後，選擇忠於瑪姬並對她忠心不二，在她卸任後不情願地擔任領導。陪亞倫和戴瑞外出尋找尤金過程中受低語者追逐，留下來斷後的他未預估到對方躲開且反制，被低語者從背後捅刀而刺殺身亡，遺體被其他人帶回去埋葬。
- 葛雷格里（英语：Gregory (The Walking Dead)）（；山德·貝克利飾，第6季常設，第7-9季主演，粵語配音：張炳強）

山頂寨的前領導者，為一個自私膽小、見利忘義、裝腔作勢的偽君子，凡事只顧自己的利益，其他的一概不關心。長期受救世軍脅迫、掠奪卻無心反抗，仗著想保護子民的名義，實際上一心只想著救自己的命。直到瑞克等人出現且挑起反抗，他的領導地位瞬間在眾人眼中崩塌。在瑞克一方和救世軍的戰爭裡變成一個兩面派，哪一方強大就會忠於哪一方，直到在戰爭結束並且是由瑞克一方勝利後，才選擇回到山頂寨裡。兩年和平期間在社區選舉中失利，仍然打算找機會推翻瑪姬，他誘使剛失去兒子的居民厄爾去暗殺她，但計劃最後還是失敗，被瑪姬判處絞刑而吊死示眾以懲罰他的屢教不改。
- 尼根（英语：Negan）（；傑佛瑞·狄恩·摩根飾，第6季客串，第7-9季主演，粵語配音：陳欣）

救世軍的最高統領，一位氣勢洶洶、聰明過人、兇狠殘暴的獨裁暴君，對任何人一向「順我者昌、逆我者亡」，因此讓所有人都畏懼三分。有強烈控制欲，喜歡玩弄人心於股掌間，手持一把名為露西爾的鐵絲網球棒，只要心情不爽、或是看不上一個人的人品便會大開殺戒；殘酷又無情的領導方式，造成周圍人都對他避之唯恐不及、乖乖服從他的命令。同時也引起一小部分人的強烈不滿，開始暗中聯合起來打算推翻他。即便面臨瑞克一方對他的持續干擾和殺害部下，他一心仍然想著要徹底擊敗並掌控瑞克一方，直到得知他欽佩的卡爾死亡、以及被迫殺死他的親信賽門後，在憤怒之下決心殺光瑞克一行人。然而，他的戰局最終因尤金暗中干預而破壞，全軍覆沒或是投降之下被瑞克擊敗卻饒恕一命，從此被關入安全社區的牢房裡面臨終身監禁。
- 德懷特（英语：Dwight (The Walking Dead)）（；奧斯汀·埃米利歐（英语：Austin Amelio）飾，第6季常設，第7-8季主演，粵語配音：麥皓豐）

救世軍的高層幹部，和妻子都是救世軍的老成員，直到逃離組織的時候和戴瑞交手過。之後發現無處可去而自願回去組織，而被尼根燙焦左半臉作為懲罰。從此以後為了保護妻子而對尼根唯命是從，開始選擇被他踩在腳下，和戴瑞再次相遇時選擇一而再、再而三地對他恩將仇報。直到最後發現尼根太過於殘酷，加上雪莉逃離組織而不見蹤影，於是決定借此機會翻身，暗中倒戈至瑞克一方來聯合對抗尼根。他的臥底身份最終被揭露後本作為人質，所幸在最終決戰裡因尤金干預才讓尼根被打敗，他的過去罪行被戴瑞饒恕後，從此放逐出家園作為代價，他最後回一趟老家住宅，隨後開始一段新旅程作為自我救贖之路。
- 賽門（英语：Simon (The Walking Dead)）（；史蒂芬·奧格飾，第6季客串，第7季常設，第8季主演，粵語配音：陳欣）

救世軍的高層幹部，尼根的親信兼左右手，剛出場時是在尼根對瑞克等人進行迎頭痛擊的時候。做事頭腦簡單，喜歡橫衝直撞，他一向負責敲詐並索要山頂寨的貢品。在瑞克一方宣誓對他們進行反抗途中，開始慢慢對尼根的作風感到厭惡，一心也想推翻尼根來當老大。他私自屠殺保持中立的拾荒者，但隱瞞的罪行卻因潔蒂斯和瑞克透漏使得尼根發現真相，不但忠誠者被殺光，最後還在和尼根的單挑過程中被尼根掐死。
- 以西結（英语：King Ezekiel）（；卡瑞·佩頓（英语：Khary Payton）飾，第6季客串，第7季常設，第8-9季主演）

王國城的領袖，自封國王，身邊帶著一隻通人性、名為「希瓦」的大老虎。表面看似強悍，心地卻十分善良，長期為救世軍上貢資源以保護子民安全。久而久之發現自己的愚忠害死居民，在覺醒之下帶領戰士抗擊救世軍，但在一場戰爭裡受機槍襲擊而全軍覆沒，僅他一人倖存。之後一度對自己的地位喪失信心，直到王國城再次被救世軍攻陷後才醒悟，協助子民逃生後一度被救世軍抓獲，最後還是在卡蘿和摩根的協助下才得救，後與卡蘿相愛。
- 潔蒂斯（英语：Jadis (The Walking Dead)）（；波莉安娜·麥金托什（英语：Pollyanna McIntosh）飾，第7季常設，第8-9季主演）

一群住在垃圾場靠拾荒為生的團體「拾荒者」的女領袖，為人冷酷少言，一向見利忘義、殘酷不忠。剛開始和瑞克等人談好條件後，本來答應以加入他方來反擊救世軍，卻暗中和救世軍談好了更好條件而背叛了瑞克一方，最後在以西結和瑪姬的支援來到後，只好和尼根全軍撤退。在瑞克一方各自結盟攻打救世軍過程中和自己的子民保持中立，直到受瑞克一時干涉而導致她的子民被賽門帶人肆意屠殺，為了復仇本抓獲並劫持尼根做人質，但後來在他的說服之下才饒他一命，但她並沒有跟尼根一起走。最後在瑞克一方勝利之下，她在摩根的提議下離開垃圾場並正式加入瑞克的大家族。

## 常設角色

### 亞特蘭大營地
亞特蘭大營地（英語：Atlanta Camp）：群居在亞特蘭大城外採石場中的倖存者團體，由夏恩·沃許擔任領袖，成員包括蘿莉、卡爾、安卓莉亞、戴爾、戴瑞和卡蘿，領導位置後來還包括瑞克。目前除了瑞克、戴瑞和卡蘿倖存以外，其他團體成員都已喪生。
- 艾米（英语：Amy (The Walking Dead)）（；艾瑪·貝爾（英语：Emma Bell）飾，第1季， 死亡 ）

安卓莉亞的妹妹，也是她最重要的唯一親人，災變時與姐姐一起被戴爾搭救。最後卻不幸在行屍入侵營地時被咬死，屍變後被安卓莉亞告別並槍殺，死亡對安德莉亞造成精神重擊。
- 西歐多·「T仔」·道格拉斯（英语：T-Dog (The Walking Dead)）（；艾恩伊·辛格頓（英语：IronE Singleton）飾，第1-3季， 死亡 ）

組群中的一員，身材較為壯碩的打手。為組群作出過不少貢獻，成為瑞克不可缺少的部下之一，最後在行屍入侵監獄內部時，為了拯救卡蘿而犧牲自己擋住行屍致死。
- 賈姬（；潔莉·普萊斯考特·塞爾斯（英语：Jeryl Prescott Sales）飾，第1季， 死亡 ）

非裔女子，較為善良，幫助過卡蘿與吉姆，最後因為無法接受外面的末世，選擇留在疾控中心裡和詹納一起赴死。
- 吉姆（；安德魯·羅森博格（英语：Andrew Rothenberg）飾，第1季， 死亡 ）

組群的一員，災變時失去所有家人，在身心受創下變得孤僻自我，最後被行屍咬到後自行留下來臨死，最後淪為一隻行屍。
- 莫羅拉斯一家（Morales Family；胡安·帕雷亞（英语：Juan Pareja）等飾，第1、8季， 均死亡 ）

倖存者中的一個大家庭，當所有人打算動身前往疾控中心時，他們一家選擇回去家鄉查看其他家人朋友的情況，最後與瑞克一方分道揚鑣後就從此失去音訊。但失去家人的莫羅拉斯於幾年後再次現身於瑞克面前，而他這次作為救世軍的高層幹部之一，最後被戴瑞一箭刺死。
- 艾德·派勒提爾（Ed Peletier；亞當·麥納羅維奇（英语：Adam Minarovich）飾，第1季， 死亡 ）

卡蘿的丈夫，一個名副其實的虐待狂，經常對妻子與女兒實施打罵教育。因為太過囂張而被夏恩懲罰、毆打致重傷後躺在帳篷裏養傷，最後夜裏便而被進攻營地的行屍當場撕碎；他是劇中第一位死於行屍手中的角色。
- 蘇菲亞·派勒提爾（英语：Sophia Peletier）（；麥蒂森·琳茲（英语：Madison Lintz）飾，第1-2季， 死亡 ）

卡蘿與艾德的女兒，和母親是生命共同體，跟著組群逃離疾控中心後，在高速公路上遭遇行屍襲擊過程中，因為害怕而獨自跑到森林裡失蹤。期間被行屍咬傷後淪為行屍，被關在格林農場的穀倉裏，後來因夏恩引發農場爭端，打開穀倉後才被眾人發現後，最後由瑞克親自開槍終結屍態、遺體被安葬在農場裡。

### 格林農場
格林農場（英語：Greene Farm）：位於直通亞特蘭大的85號高速公路旁邊農村範圍的一座農場，是第二季劇情發生的主要地點。農場由格林家族掌管地區，成員包括赫謝爾、瑪姬和貝絲一家人，裡面包括格林家的友好鄰居和幫手；還包括一些後來出現在農場的外來人士。第二季結尾時，農場已被行屍群體摧毀而棄置，家族除了瑪姬倖存以外，其他成員均已喪生。

#### 農場成員
- 吉米（；詹姆斯·艾倫·麥可（英语：James Allen McCune）飾，第2季， 死亡 ）

農場的一份子，貝絲的男友，時不時會幫組群出一份力，最後死在了行屍入侵農場的攻防戰裏。
- 奧提斯（Otis；普魯特·泰勒·文斯（英语：Pruitt Taylor Vince）飾，第2季， 死亡 ）

赫謝爾的鄰居，知道如何對付行屍，打獵時不慎槍傷了卡爾後為了贖罪，跟隨夏恩去拿醫療材料。最後卻被走投無路的夏恩陷害，被打傷拋棄在原地後慘死於行屍手中。
- 帕翠莎（Patricia；珍·麥尼爾（英语：Jane McNeill）飾，第2季， 死亡 ）

奧提斯的妻子，懂醫術而成為赫謝爾的幫手，最後在行屍入侵農場的攻防戰裏，逃跑時候不慎被行屍抓到並吃掉。

#### 外來人士
- 戴夫和東尼（Dave and Tony；麥克·雷蒙-詹姆士和亞倫·蒙諾茲飾，第2季， 均死亡 ）

兩位來自另一個不善團體的男子，在農場附近小鎮上巧遇瑞克、葛倫和赫謝爾，起初兩人待人看似和善，但馬上把話題轉移至瑞克等人居住的農場。有意想霸佔農場，兩人逐漸不耐煩而試圖掏槍反抗，卻集體被瑞克槍殺。
- 藍道·卡佛（Randall Culver；麥可·金格飾，第2季， 死亡 ）

一位來自戴夫和東尼之團體的年輕小夥，在伏擊瑞克一方過程中因為受傷而被隊友拋棄，被無法坐視不管的瑞克救回農場處理傷勢。但他因為知道農場位置，還稱他曾經是瑪姬的小學同學，逐漸開始被瑞克等人視為威脅加負擔。由於瑞克不肯對他下手，他最後被夏恩暗殺後本來即將作為他暗殺瑞克的陷阱，之後卻感染而變成行屍，最後被追上來的葛倫砍殺。

### 監獄倖存者
監獄倖存者（英語：The Prisoners (The Walking Dead)）：五名躲在第三季主要地點「監獄」中而得以倖存的囚犯，他們均未知外面發生的災難。團夥由湯瑪斯帶領，試圖霸佔著監獄一切，直到瑞克一行人的到來才讓他們得知外界事情。在第三季劇情發展中，所有囚犯均已喪生。
- 艾克塞（英语：Axel (The Walking Dead)）（；陸·譚波（英语：Lew Temple）飾，第3季， 死亡 ）

監獄倖存的囚犯之一，起初因為普通搶劫、加上哥哥私藏槍械受到牽連而入獄。是少數較為善良、善於溝通的犯人，對卡蘿有好感，最後不幸被總督一槍爆頭。
- 奧斯卡（Oscar；文森·沃德（英语：Vincent Ward）飾，第3季， 死亡 ）

囚犯之一，艾克塞的好友，也是監獄中的少數好人之一，最後死在伍德貝瑞鎮的救援行動中。
- 大個兒（Big Tiny；西歐多斯·克萊恩（英语：Theodus Crane）飾，第3季， 死亡 ）

囚犯之一，身材魁梧、壯碩，被行屍抓傷而被湯瑪斯殺害。
- 湯瑪斯（Tomas；尼克·戈麥茲（英语：Nick Gomez (actor)）飾，第3季， 死亡 ）

囚犯倖存者的領袖，十分殘忍、自私，一直打算霸佔監獄，始終打算加害瑞克而被他一刀砍頭致死。
- 安德魯（；馬克斯·摩爾（英语：Markice Moore）飾，第3季， 死亡 ）

湯瑪斯的手下，也與他一樣殘忍、狡猾。在湯瑪斯被害後躲在監獄外圍，放入大量行屍來試圖奪回監獄，最後被奧斯卡一槍射殺身亡。

### 伍德貝瑞鎮
伍德貝瑞鎮（英語：Woodbury）：一座位於監獄不遠處的小鎮，裡面居住著70餘名倖存者，由總督率領整座小鎮，街道四周還有鐵墻保護著。小鎮氣氛起初時和樂融融，即便是在總督的偽善和掠奪般的領導方式之下，直到瑞克一行人在小鎮破壞、導致總督失去女兒後，總督的狂怒讓小鎮形成鐵血政策，唯獨只有安卓莉亞幫忙安頓居民。在監獄和小鎮的最後戰爭結束後，總督屠殺大部分戰士，剩餘倖存的三十餘名居民集體移居至監獄生活。人去樓空的小鎮最後被總督放火焚燒，就在總督捲土重來對監獄實行第二次打擊時，差不多所有來自伍德貝瑞鎮的居民都已喪生。

#### 戰士
- 凱撒·馬丁尼茲（英语：Caesar Martinez (The Walking Dead)）（；何塞·帕波羅·肯提羅（英语：Jose Pablo Cantillo）飾，第3-4季， 死亡 ）

總督不可缺少的左右手，家人在疫情起初時集體喪生，對總督極為忠誠，服從他的一切命令，當中包括多次襲擊監獄。直到他最後目睹總督精神崩潰並殺光其他戰士後，才徹底看清他的殘忍本性，於是趁夜裡開車棄他離去。之後獨自在外成立他自己的營地，不久後卻和煥然一新、照看錢伯一家人的總督再次遇上，以至於最後放鬆警惕，被總督扔進行屍坑中被撕碎。
- 尚勃特（Shumpert；崔維斯·洛夫飾，第3-4季， 死亡 ）

伍德貝瑞的弓箭手，負責站崗，話不多，一般都是跟在馬丁內斯的旁邊，最後也和他一起背叛總督逃跑，但不久後因為被行屍咬傷，被馬丁尼茲親手槍決；死亡段落在電視劇並未顯示。
- 凱倫（；梅莉莎·潘茲歐（英语：Melissa Ponzio）飾，第3-4季， 死亡 ）

伍德貝瑞的居民，前任教師，在小鎮中擔任輔導員。後來在監獄戰爭中輕信總督的話，參與戰爭後僥倖成為總督屠殺鎮民時的唯一倖存者，之後便和其他居民加入監獄社區成員一份子，並開始和泰瑞斯產生感情、和他成為情侶。但她之後不幸患上流感，被基於不想讓流感擴散的卡蘿忍痛殺害後焚屍。
- 海莉（；艾麗莎·尼古拉斯（英语：Alexa Nikolas）飾，第3季， 死亡 ）

小鎮的站崗士兵，非常年輕，行事比較自我、衝動，與安德莉亞結成好友，最後在競技場裡被瑪姬隨意放槍時射殺。
- 蒂姆（；勞倫斯·高飾，第3季， 死亡 ）

總督的隨從兼戰士之一，有時會幫忙看管關押行屍的競技場，最後在追殺米瓊恩的行動裡被埋伏的米瓊恩砍死。
- 克羅利（Crowley；亞瑟·布里吉斯飾，第3季， 死亡 ）

總督的隨從兼戰士之一，和蒂姆同是隊伍成員，最後同樣被米瓊恩砍殺。

#### 居民
- 米爾頓·馬梅特（英语：Milton Mamet）（；達拉斯·羅伯斯飾，第3季， 死亡 ）

伍德貝瑞的科學家，總督的摯友及顧問，致力於研究行屍。和總督在災前就是朋友，無論到最後都不想背叛總督，但因為打算盡自己所能去阻止他的暴行。親自燒毀他做陷阱用的行屍坑後遭到總督暴打，因為拒絕殺死安卓莉亞而被總督刺傷，屍體屍變後被安卓莉亞放倒，但死前也咬傷安卓莉亞而使她決定自殺了結。
- 艾倫（；丹尼爾·湯瑪斯·梅飾，第3季， 死亡 ）

泰瑞斯隊伍成員之一，痛失妻子之後，為人變得非常自私和狡詐，因為瑞克將他們趕走而心生不滿，選擇加入總督一方去報復，但他最後不僅兒子被莫爾誤殺，連他自己最後也被總督一槍打死。
- 班（；泰勒·切斯飾，第3季， 死亡 ）

艾倫的兒子，做事一向隨著父親，完全不思考錯誤。和父親一起加入總督一方，但之後在莫爾企圖暗殺總督時，不慎擋在總督前面而被莫爾誤殺。

### 監獄社區
監獄社區（英語：Prison Community）：瑞克一行人經歷完總督的戰爭後，花費幾個月時間在監獄內部整修的社區，收容進來的居民除了來自伍德貝瑞鎮的三十餘名居民以外，還包括躲藏在外的部分倖存者家庭，所有人均是符合「三個問題」之條件而得以搬進來入住。社區維持著和平氣息長達六到七個月，之後一度出現流感危機，使居民數量開始大幅度減少。大多都是感染流感而喪生。流感危機告終後，總督的捲土重來讓監獄再次毀滅，戰爭以兩敗俱傷告終。目前為止，所有監獄社區居民都已喪生。
- 麗茲·塞繆斯（Lizzie Samuels；布莉姬頓·莎比諾（英语：Brighton Sharbino）飾，第4季， 死亡 ）

監獄新成員，一位聰明又勇敢的少女，和卡蘿產生母女之情。不為人知的是，她有嚴重的心理問題，認為行屍與常人無異，經常做出危險行動的傾向。為了證明自己的理念而經常喂行屍食物，最後還不惜殺害妹妹，因此被卡蘿忍痛開槍處決後埋葬。
- 米卡·塞繆斯（Mika Samuels；凱拉·肯尼迪（英语：Kyla Kenedy）飾，第4季， 死亡 ）

麗茲的妹妹，性格細膩，能殺行屍、但無法動手殺害生命。和泰瑞斯、卡蘿和姐姐麗茲一起逃出了監獄，但後來卻被麗茲一刀捅死殺害以證明行屍還是人，在屍變之前被卡蘿刺死後埋葬。
- 派翠克（Patrick；文森·馬提拉（英语：Vincent Martella）飾，第4季， 死亡 ）

監獄新成員，天真樸實的少年，與卡爾成為好友，因為體質虛弱而染上流感，成為監獄中第一個受害居民以及流感攜帶者，造成居民騷亂後被戴瑞一箭射殺。
- 凱勒布·沙布曼（Dr. Caleb Subramanian；孫克許·巴拉（英语：Sunkrish Bala）飾，第4季， 死亡 ）

印度裔外科醫師，人稱「S醫生」（Dr. S）。負責照顧監獄的病患，也因此一同染上流感，最終因病來不及急救而屍變，被赫謝爾一刀刺死。
- 查克（；凱爾·加納飾，第4季， 死亡 ）

監獄新成員，曾經是一位開跑車的富家子，貝絲的新男友。加入戴瑞的資源搜集小組，最後因鮑勃取酒瓶間接引發酒櫃坍塌，導致他不幸死在超市搜資的行動中。

### 馬丁尼茲之營地
馬丁尼茲之營地（英語：Martinez's Group）：凱撒·馬丁尼茲遺棄總督後所自己成立的新團體，在樹林當中安置營地維持數個月，直到總督帶領錢伯一家到來、殺死馬丁尼茲接替領導位置並進攻監獄過程中，所有營地成員都在監獄戰爭裡喪生。
- 莉莉·錢伯（Lilly Chambler；奧黛莉·瑪麗·安德森（英语：Audrey Marie Anderson）飾，第4季， 死亡 ）

前護士，塔拉的姐姐，總督漂流在外認識的女孩，因為其拯救自己家人而產生好感。失去女兒後發現總督的真面目，最終親自將總督射殺，並被行屍群體圍剿。
- 梅根·錢伯（Meghan Chambler；梅瑞克·墨菲（英语：Meyrick Murphy）飾，第4季， 死亡 ）

莉莉的女兒，溫柔善良的女孩，和總督建立起父女情誼，在玩耍時不慎被行屍咬傷，屍變前被總督槍殺。
- 米奇·道根（Mitch Dolgen；寇克·艾薩維多飾，第4季， 死亡 ）

馬丁尼茲的副手，掐美國軍方的坦克駕駛員，性格懦弱加殘忍，哥哥被殺後受總督的威脅而聽命他，進攻監獄時開坦克打頭陣，最後在坦克炸毀後被戴瑞一箭穿心殺死。
- 皮特·道根（Pete Dolgen；恩維爾·喬卡亞（英语：Enver Gjokaj）飾，第4季， 屍變 ）

米奇的弟弟，營地的副領袖，因為即將接替領導位置而遭總督掐死，屍變後被棄屍於河中。
- 艾麗莎（Alisha；朱莉安娜·霍克維（英语：Juliana Harkavy）飾，第4季， 死亡 ）

馬丁尼茲的女手下，善用武器，與塔拉結識後成為她的女友，最後在進攻監獄時被麗茲射殺。

### 認領團
認領團（英語：The Claimers）：五名全副武裝的男子組成的小團體，由喬所帶領，每人均是生性暴力、霸道蠻橫，一向闖入房子裡拾荒和霸佔別人的一切，每當想要什麼東西都會說一句：「我認領了！」（"Claimed!"）。
- 喬（；傑夫·柯本（英语：Jeff Kober）飾，第4季， 死亡 ）

認領團的領袖，雖然霸道殘忍，但一向以規矩行事，懲處違反規矩的同仁時絕不會眨一下眼。因一位同仁被瑞克殺害而開始帶領團體跟著他，期間收留在路上不知所措的戴瑞。在終點站附近找到瑞克等人剛想實施處刑，卻被瑞克一口咬破脖子致死。
- 倫（；馬庫斯·海斯特飾，第4季， 死亡 ）

認領團的成員，在團體裏最為自私霸道，因打獵時搶兔子失敗而試圖用偷竊行為陷害戴瑞，但卻被喬辨識出、而遭同組人活活打死後棄屍。
- 東尼（；戴維·傑飾，第4季， 死亡 ）

認領團的成員，經常與倫搶東西，在團體和瑞克等人的對峙中，反被米瓊恩射殺身亡。
- 丹（；基斯·布魯克飾，第4季， 死亡 ）

認領團的的成員，喜歡強姦小孩，在團體和瑞克等人的對峙中試圖性侵卡爾，最終雖舉手投降，仍被瑞克刺殺數刀而身亡。

### 終點站
終點站（英語：Terminus）：改編自原作漫畫裡的食人團夥「捕獵者」（The Hunters）；終點站是一座由火車中繼站所改建的大型避難所，由葛瑞所領導，起初曾經打著和平旗子來歡迎外界倖存者前來，但無意間引來一群暴徒導致他們備受折磨和侵略、損失過大部分居民。最後在葛瑞的帶領下奪回家園後學會新的殘酷道義，開始繼續引入外面的倖存者，但是會將他們宰割過來當成食物。終點站被瑞克一行人摧毀後淪為廢墟，倖存的葛瑞等五個人開始追蹤瑞克一方至蓋博瑞神父的教堂，企圖伏擊他們時還是被瑞克反將一軍，最後則集體遭殺害並埋屍。
- 亞歴克斯（Alex；泰特·艾林頓（英语：Tate Ellington）飾，第4-5季， 死亡 ）

蓋瑞斯的弟弟，跟隨哥哥的同類相食規矩。帶領瑞克等人參觀區域時，帶著葛倫的懷錶而暴露詭計，被挾持為人質時遭到同伴誤殺。
- 瑪麗（；丹妮絲·克勞斯比（英语：Denise Crosby）飾，第4-5季， 死亡 ）

終點站的廚師，蓋瑞斯和亞歴克斯兩兄弟的母親，吃人肉為生，被卡蘿重傷後遭行屍吃掉。
- 馬丁（；克里斯·考伊（英语：Chris Coy）飾，第5季， 死亡 ）

終點站負責放哨的看守員，與前來躲避的泰瑞斯相處過一段時間。被泰瑞斯重傷後跟隨蓋瑞斯等人一起尋仇，但最後被薩莎刺數刀至死。死後一度出現在泰瑞斯的幻覺裡，嘲弄他因軟弱而導致種種災難發生。

### 葛雷迪紀念醫院
葛雷迪紀念醫院（英語：Grady Memorial Hospital）：位於亞特蘭大的一座真實醫院，又名「水泥城」（英語：Slabtown），災難後有不少病患和本地警察在此居住且駐守，但負責領導工作的大多數本地警察都是一群不懷好意的腐敗警察，經常以囚禁或是虐待病人為樂。
- 道恩·蘭娜（Dawn Lerner；克莉絲汀·伍茲（英语：Christine Woods）飾，第5季， 死亡 ）

醫院的領袖，將貝絲和其他倖存者扣留的警察，有嚴重妄想和暴力傾向，認為救援勢必會來，也因此造成醫院內部的流變。和貝絲相處一段時間，兩人關係由緊張轉為緩和。最後和瑞克一方交易的過程中因為急切想要回諾亞，導致貝絲對她刺一刀、持槍走火誤殺貝絲，即使她並不是有意開槍，最後還是被憤怒的戴瑞槍殺。
- 諾亞（；泰勒·詹姆斯·威廉斯（英语：Tyler James Williams）飾，第5季， 死亡 ）

醫院的清潔工，被扣留在醫院多時的外圍倖存者。扣留期間與貝絲相處後，在貝絲的幫助下離開醫院。之後發現家園已毀、家人均死，絕望之下跟隨瑞克等人住進安全社區，最後在一場搜資行動中不幸被行屍群體撕碎。
- 史蒂文·愛德華茲（Dr. Steven Edwards；艾瑞克·詹森（英语：Erik Jensen）飾，第5季， 未知 ）

醫院的主治醫師，負責關照病患們，對貝絲相當照顧，但他會用各種理由保護自己，曾經借貝絲之手殺害一名醫師。
- 亞曼達·謝潑德（Amanda Shepherd；泰莉·懷博（英语：Teri Wyble）飾，第5季， 未知 ）

醫院的女警官，道恩的副手，對道恩敢怒不敢言，是醫院中少數真誠善良的警員，在道恩死後接替領導職責。
- 鮑勃·蘭姆森（Bob Lamson；麥斯希姆諾·赫南德茲飾，第5季， 死亡 ）

醫院的一名警官，道恩的手下，對陌生人沒好感，企圖逃跑下被瑞克處決。
- 奧唐納（O'Donnell；瑞奇·韋恩飾，第5季， 死亡 ）

醫院的一名警官，以虐待病人為樂，雖然和道恩是舊識，但反對她的領導權，一心想發動政變。發現貝絲與道恩的秘密後打算落井下石，最後被貝絲與道恩聯手推下電梯井而墜亡。
- 戈曼（；庫倫·莫斯（英语：Cullen Moss）飾，第5季， 死亡 ）

醫院的一名惡劣警官，奧唐納的好友，以虐待病人、強姦女人為樂，企圖敲詐貝絲被反擊而遭剛屍變的瓊咬死。

### 亞歴山卓安全社區
亞歴山卓安全社區（英語：Alexandria Safe-Zone）：位於維吉尼亞州亞歷山卓郊外的一座美好自立社區，四周由大型建築用鐵墻保護、加上周圍所有行屍被困於森林採石場，才讓社區免受大型襲擊。裡面的居民因為完全不受外圍威脅影響而相對於一群“井底之蛙”，直到瑞克一行人到來以及後來面臨的威脅，才讓社區所有居民體會到外面的險惡。
- 皮特·安德森（Pete Anderson；柯利·布瑞飾，第5季， 死亡 ）

潔西的丈夫，安全社區的外科醫師。表面和藹，實有家暴習慣。受瑞克警告而情緒徹底失控，和他發生鬥毆後遭到警告和關押，夜晚喝醉後持刀誤殺狄安娜的丈夫瑞吉，最後被瑞克一槍處決。
- 榮恩·安德森（Ron Anderson；奧斯汀·亞伯姆（英语：Austin Abrams）飾，第5-6季， 死亡 ）

潔西的長子，處於叛逆期的少年。剛開始待人和善，後來對瑞克槍決父親之事萬般不諒解，屢次打算通過傷害卡爾來為瑞克施加痛苦。目睹母親和弟弟慘死後試圖槍擊瑞克，被米瓊恩刺死後被行屍撕碎，但他手中的槍也走火而打掉卡爾的右眼。
- 山姆·安德森（Sam Anderson；麥裘·道森飾，第5-6季， 死亡 ）

潔西的次子，榮恩的弟弟，缺乏安全感的男孩。受到卡蘿的嚴苛及威脅性的教育下，開始對外面世界產生恐懼，以至於最後因害怕而導致他自己和母親潔西被行屍殺死。
- 艾登·門羅（Aiden Monroe；丹尼爾·伯裘飾，第5季， 死亡 ）

狄安娜的長子，安全區資源搜集小組的隊長，只會紙上談兵、缺乏實戰經驗，造成他最後在工廠搜資時不慎釀成大災難，身體被鋼筋貫穿而被困於行屍群體裡慘遭撕碎致死。
- 瑞吉·門羅（Reg Monroe；史蒂夫·寇特（英语：Steve Coulter）飾，第5季， 死亡 ）

狄安娜的丈夫，身為建築師，幫忙修建安全社區圍牆，但他為了制止情緒失控的皮特，被他不慎用刀劃開喉嚨喪生。
- 尼古拉斯（Nicholas；麥可·崔諾（英语：Michael Traynor (actor)）飾，第5-6季， 死亡 ）

安全區的資源搜集者，和夥伴艾登為一路人，每次都因貪生怕死而造成過無法挽回的危機。害死諾亞卻不知悔改，甚至試圖害死葛倫來滅口但還是被他饒恕一命，犯行受葛倫寬恕後渴望贖罪，在行屍危機裡自告奮勇去幫忙，而他的創傷症候群卻愈發嚴重。最終受幻覺刺激失去理智，對葛倫表示饒其一命的感謝後舉槍自盡，他的遺體為葛倫擋下讓他免受行屍撕咬。
- 奧莉維亞（Olivia；安·馬霍尼（英语：Ann Mahoney）飾，第5-7季， 死亡 ）

安全區的武器、食物倉庫的管理員，任何人想要拿武器或食物都得經過她的允許。有時會幫瑞克照看一下茱蒂絲，但她後來因蘿西塔試圖暗殺尼根失敗、作為犧牲者而被阿拉特當眾槍殺。
- 托賓（；傑森·道格拉斯（英语：Jason Douglas）飾，第5-8季， 死亡 ）

安全區的居民，身材壯碩，曾是建築小組的隊長，一次臨陣脫逃後位缺由亞伯拉罕接管。之後加入對抗救世軍的戰局裏，和卡蘿談過一段時間的戀愛，直到他在山頂寨中身受救世軍感染子彈的影響，死後變成行屍而被卡蘿刺死。
- 法蘭馨（Francine；道莉亞·利戈特飾，第5-8季， 死亡 ）

安全區的女居民，建築小組的一員，之後加入瑞克的行屍引導隊伍，她最後於圍剿救世軍的行動裡陣亡。
- 希斯（；柯利·霍金斯飾，第6季， 未知 ）

安全區的資源搜集者，跟葛倫一樣看不慣殘忍和殺人之舉，和塔拉外出尋找物資時失蹤，至今下落不明。
- 史考特（Scott；肯瑞克·格林飾，第6季， 存活 ）

希斯的同組成員，協助搜集資源，在引導行屍的行動中一度受傷，傷勢痊愈後繼續生活在安全區。
- 安妮（；貝絲·金娜飾，第6季， 死亡 ）

希斯的同組成員，在引導行屍的行動中因為扭傷腳而行動不便，為了掩護隊伍逃跑而陣亡。
- 卡特（；伊森·安布利飾，第6季， 死亡 ）

安全區的居民，幫助安全區修建高牆。性格膽小，曾經質疑瑞克理念，直至引導行屍的行動中認清事實，但他最終還是被行屍所殺。
- 丹妮絲·克萊伊德（Dr. Denise Cloyd；梅麗特·威佛（英语：Merritt Wever）飾，第6季， 死亡 ）

安全區的醫師，接替皮特的位缺，缺乏外科經驗而陣腳大亂。與塔拉相伴，受其許多鼓勵而愛上她，但她最後不幸被德懷特以弩弓箭射穿眼部而亡；而德懷特當時不是在瞄準她。

### 狼族
狼族（英語：The Wolves）：一群由精神錯亂人士所組成的野蠻暴徒團體，會將所經過的營地或社區全部屠殺和掠奪後，在內部留下分屍過的遺體以及其標語「狼群不遠」（WOLVES NOT FAR）。大部分成員均沒有名字，會在頭上涂下「W」字母作為象征。
- 歐文（；班奈狄克·塞繆爾（英语：Benedict Samuel）飾，第5-6季， 死亡 ）

狼族的領袖，是一個精神錯亂又貪得無厭的瘋子，會想盡辦法屠殺自己見到的任何人。起初跟摩根槓上後被擊敗，因此注意到安全社區的存在而來到社區進行掠奪，部下均被殺死後被摩根秘密看管以實施「精神治療」。在行屍進攻社區過程中一度將治療他的丹妮絲挾持出去，但被行屍包圍後卻突然選擇救她而被行屍咬傷，死後屍變被摩根徹底殺死。
- 愛德華（Edward；傑西·C·波伊德（英语：Jesse C. Boyd）飾，第5-6季， 死亡 ）

狼族的副領袖，同樣是精神錯亂的瘋子，起初跟歐文一起偷襲摩根卻被擊敗。跟隨摩根進攻安全社區過程中被摩根趕跑，帶領剩餘部下企圖攔截瑞克的房車，最後集體被瑞克槍殺身亡。

### 山頂寨
山頂寨（英語：Hilltop Colony）：一座以農務和造兵器聞名的中世紀風格社區，圍繞著木牆、牧場、拖車、包括一間名為「巴靈頓府」的大豪宅。跟亞歴山卓安全社區為“鄰居關係”，很早以前就遭受救世軍脅迫，這得以讓他們加入瑞克對抗救世軍的戰局。領導工作本由葛雷格里擔任，但因為葛雷格里過於貪生怕死而被罷免，瑪姬則接替領導職務。
- 哈蘭·卡森（Harlan Carson；R·基斯·哈里斯飾，第6-8季， 死亡 ）

山頂寨的婦產科醫生，曾經被瑞克一方營救過而對他們有恩，協助瑪姬的身孕情況以及她後來的領袖工作。但為救世軍工作的哥哥被尼根殺死後，被強行送往救世軍一方去當醫生，但在一次與加布列逃亡的過程中，憤而反擊救世軍而被開槍射殺。
- 伊森（；賈斯汀·科蘇連恩飾，第6季， 死亡 ）

山頂寨的居民之一，身材魁梧，因為弟弟被挾持而不惜企圖刺殺葛雷格里來換回弟弟，最後被瑞克一刀刺穿喉嚨致死。
- 安迪（；傑瑞米·帕可飾，第6-8季， 死亡 ）

山頂寨的居民，原本跟從伊森，在他死後慢慢理解殺他的瑞克是基於自保，於是開始為他們透漏救世軍的情報，後來加入瑞克一方殲滅救世軍的行動中不幸陣亡。

### 聖殿
聖殿（英語：The Sanctuary）：位於樹林裡的一座大型工廠，是尼根等救世軍（The Saviors）的總部和家園。內部居民長期被尼根所統治，導致一小部分人開始找時機來推翻他，但絕大多數都是忠誠於尼根。在瑞克挑起針對他們的戰爭並最終打贏後，聖殿被保留下來供給裡面的居民和投降的救世軍繼續居住。
但劇中亨利與卡蘿送物資時，遭救世軍的人劫持時就透漏，聖殿已毀。

#### 救世軍
- 巴德（；克里斯多佛·巴瑞飾，第6季， 死亡 ）

救世軍其中一名小隊長，率眾攔截返程路上的戴瑞、亞伯拉罕和薩莎，因為太過囂張而被戴瑞以火箭炮炸碎整個隊伍；角色姓名是演員親自命名。
- 寶拉（；艾麗莎·威特（英语：Alicia Witt）飾，第6季， 死亡 ）

救世軍的小隊長，在據點被瑞克攻下後挾持了卡蘿與瑪姬，性格與卡蘿存在相似點。一意孤行下被行屍殺害，屍變後被瑪姬刺死。
- 阿拉特（Arat；伊莉莎白·魯德洛飾，第7-9季， 死亡 ）

救世軍的女幹部，尼根的得力干將之一，是個殺人不眨眼的女人，親手槍殺過奧莉維亞。戰爭過後倖存且被寬恕，雖然經過一段時間洗心革面，但最後因為殺死過海岸部落的大部分人，被辛蒂用長矛刺死。
- 蘿拉（；琳絲莉·瑞吉斯特飾，第7-9季， 存活 ）

救世軍的高層之一，哥特風的女子，和德懷特走得很近。在進攻安全社區時候發現德懷特是間諜，僥倖逃生後被尼根接回，告知德懷特背叛他們的事情，於戰爭結束後帶頭投降並得到寬恕。
- 戴維（；馬丁尼茲飾，第7季， 死亡 ）

救世軍的士兵，仗著尼根的勢力而到處囂張跋扈、敲詐他人。最後他試圖性侵被抓獲的薩莎，卻被尼根發現而被刀刺穿脖子而亡，屍體被留在薩莎的牢房中而被她終結屍態。
- 蓋文（；傑森·沃納爾·史密斯飾，第7-8季， 死亡 ）

救世軍的一個小隊長，領導負責索取王國城貢品的小隊，他雖然是救世軍裏少數富有一絲同情和善心的人，但大部分時間還是對尼根敢怒不敢言。於最後一次佔據王國城並挾持以西結時，在全軍覆沒、無路可逃的情況下被亨利用木棍刺穿喉嚨而亡。
- 傑瑞德（Jared；喬舒亞·麥可飾，第7-8季， 死亡 ）

蓋文小隊的成員，為人惡劣、愛耍流氓，專門喜歡用言語來挑釁別人，以至於他每次都會和以西結的人起衝突。其中打死班傑明間接導致摩根回歸以前的暗道，之後在衛星站裏被抓為戰俘卻依然屢教不改、四處挑釁他人。趁機帶人逃跑過程中躲入一間酒吧裏，當行屍入侵進來時，被摩根鎖入一道拉門後方，最後被身後的行屍慢慢撕成碎片慘死。
- 瑞吉娜（Regina；翠西·汀維迪（英语：Traci Dinwiddie）飾，第8-9季， 存活 ）

救世軍的女高層幹部，尼根的左右手之一。

#### 居民
- 雪莉（；克莉絲汀·凡格琳斯塔（英语：Christine Evangelista）飾，第6-7季， 未知 ）

德懷特的妻子，之前試圖和丈夫一起逃離組織，和他回去後淪為尼根的性奴兼“未婚妻”。但她後來對曾經救過他們夫妻倆、卻如今遭受救世軍虐待的戴瑞心存愧疚，於是最後決定放他離開，順便和德懷特告別而逃離組織，至今下落不明。
- 蒂娜（；麗茲·E·摩根飾，第6季， 死亡 ）

雪莉的妹妹，患有糖尿病，先前跟姐姐和德懷特一起逃離過組織，在逃亡途中被行屍殺死後埋葬。
- 安柏（；奧托姆·戴兒飾，第7季， 死亡 ）

尼根的性奴兼妻子之一，一頭金髮，其男友馬克曾經因為跟她幽會而被尼根實施面部烙印之酷刑。
- 譚妮亞（Tanya；克蘿伊·艾克塔斯飾，第7-8季， 存活 ）

尼根的性奴兼妻子之一，一頭黑髮，少數善良人士，對尼根非常不滿。
- 法蘭琪（Frankie；伊莉絲·杜佛飾，第7-8季， 死亡 ）

尼根的性奴兼妻子之一，一頭紅髮，同樣善良，對尼根一向逆來順受。在救世軍之戰戰敗後，住在亞歷山卓維持生活，最后被低语者领袖阿尔法斩首，尸首被插在长矛上作为低语者的领地的分界
- 艾米特·卡森（Dr. Emmett Carson；蒂姆·帕拉迪飾，第7季， 死亡 ）

救世軍的醫師，是哈蘭的哥哥，被救世軍強行帶到聖殿當醫生。最後因為被德懷特為雪莉逃跑的事情遭栽贓嫁禍，慘遭尼根扔進火爐裏燒死。

### 王國城(神之國)
王國城（英語：The Kingdom）：一座面積龐大、自食其力、懷有信仰的和平社區，當中採取君王制的理念，但完全沒有任何以強權來鎮壓子民。社區同時也遭受救世軍脅迫，在經歷同仁被殺後才一同參戰。
劇中雖沒明確播出國王城(神之國)遭大火燒毀之畫面，但以西結在第十季第一集搶救濱海之大火時曾表示國王城(神之國)遭大火而燒毀
- 班傑明（Benjamin；羅根·米勒飾，第7季， 死亡 ）

王國城的居民，年輕、善良的小夥子，接受摩根的合氣道棍術訓練，跟摩根發展為友好關係。但他後來因李察私自挑起爭端，導致被救世軍中的傑瑞德以放肆心態開槍擊中大腿動脈，最後沒來得及搶救而失血過多喪生，他的死間接讓摩根精神惡化且回歸暗道。
- 理查（；卡爾·馬金南飾，第7季， 死亡 ）

王國城的戰士之一，搬到王國城之前曾經失去過女兒，他對救世軍懷有強烈憎恨感，處心積慮打算殲滅他們。由於國王以西結對此坐視不管，他便自行處事、引發爭端卻不慎害死班傑明，最後被摩根發現後在眾人面前遭他掐死。
- 傑瑞（；庫伯·安德魯斯（英语：Cooper Andrews）飾，第7-8季， 存活 ）

以西結的管家兼私人護衛，為人總是帶著微笑，身材雖然肥胖、但身手和作戰能力不容小看。
- 黛安（；凱莉·卡希爾飾，第7-8季， 存活 ）

王國城的戰士之一，一位善用弓箭的女性。
- 丹尼爾（Daniel；丹尼爾·紐曼（英语：Daniel Newman (American actor)）飾，第7-8季， 死亡 ）

王國城的戰士之一，跟以西結作戰過程中遭遇機槍襲擊時，捨身為以西結擋下子彈喪生，死後屍變被同仁阿瓦羅刺殺
- 阿瓦羅（Alvaro；卡洛斯·納瓦羅（英语：Carlos Navarro (actor)）飾，第7-8季， 死亡 ）

王國城的戰士之一，跟以西結作戰過程中遭遇機槍襲擊時成為倖存者，但他很快就被救世軍岡瑟殺死。
- 亨利（；麥克森·琳茲飾，第7-8季， 死亡 ）

班傑明的弟弟，王國城的一位小孩，跟哥哥一樣向摩根學會棍術。當他哥哥被救世軍殺害後，開始對救世軍產生怨恨，屢次不聽卡蘿或摩根的警告並自行出去尋仇。後因十人頭事件而死亡。
- 麥克森·琳茲身為卡蘿女兒扮演者麥蒂森·琳茲的弟弟。

- 娜碧拉（Nabila；娜蒂姆·茉莉莎飾，第7-8季， 存活 ）

杰瑞的妻子也是王國城的園丁，勇敢堅強的女性，必要情況下會保護其他人。

### 海岸部落
海岸部落（英語：Oceanside）：一座位於遠離救世軍地盤的海邊所建立的部落，曾經人數眾多，但所有男性居民均被救世軍屠殺，導致倖存的女居民隱居在這片海邊。部落的存在起初被塔拉墜河後衝上岸而發現，幾度拒絕加入瑞克的戰局，最後還是靠亞倫賴著不走，才讓她們於戰爭決勝時刻加入並幫瑞克一方扳倒局勢。
- 娜塔妮亞（Natania；黛博拉·梅（英语：Deborah May）飾，第7-8季， 死亡 ）

部落長老兼村長，受恐懼驅使而防止任何陌生人踏進部落，且屢次拒絕加入戰局。後來當亞倫和伊妮德回到部落求助時，她因開槍而被伊妮德以自保之下槍殺。
- 辛蒂（；席妮·帕克（英语：Sydney Park (actress)）飾，第7-8季， 存活 ）

部落戰士之一，娜塔妮亞的孫女，即使面對陌生人，仍然富有強大同情心，一度讓她放生走塔拉。
- 瑞秋（；咪咪·柯克蘭飾，第7-8季， 存活 ）

部落的一位小女孩，年齡雖小，卻對任何陌生人非常懷有敵意。
- 碧翠絲（Beatrice；布莉亞娜·凡斯克斯飾，第7-8季， 存活 ）

部落的女戰士之一。

### 拾荒者
拾荒者（英語：The Scavengers）：一群遠離世外、群居在一座垃圾場的大型團體，由潔蒂斯擔任領導工作，起初被瑞克一方找到是源於她們故意留在湖中央並等待其他倖存者獲取物資的船屋。團體一向遵從潔蒂斯的方式，對戰爭保持中立，但直到賽門私自帶人將她們全部屠殺，只有潔蒂斯一人倖存，迫使潔蒂斯一人加入戰局並離開人去樓空的垃圾場。
- 布隆（；湯瑪斯·法蘭西斯·墨菲（英语：Thomas Francis Murphy (actor)）飾，第7-8季， 死亡 ）

拾荒者的高層幹部，負責為拾荒者發信號，最後被賽門帶頭槍殺後屍變，被絕望的潔蒂斯用工業切碎機絞碎。
- 塔米爾（Tamiel；薩布蕾娜·卓那羅飾，第7-8季， 死亡 ）

潔蒂斯的左右手，負責在外監視並匯報情況，她最後成為第一位被賽門槍殺的人，屍變後同樣被潔蒂斯用切碎機絞碎。

## 其他人物
- 茱蒂絲·格萊姆斯（Judith Grimes；由多數演員飾演，第3-10季， 存活 ）

瑞克和蘿莉的女兒，卡爾的妹妹，身世到現在都是未知數，而也可能是蘿莉和夏恩發生關係後生下的女兒。於監獄裏誕生後造成母親蘿莉難產而死，開始被瑞克視為女兒一般撫養，目前還在成長階段。
- 李昂·巴賽特（Leon Basset；林茲·愛德華茲飾，第1季， 死亡 ）

金縣的一位副警長，新來瑞克的隊上不久，缺乏實戰經驗且反應慢，為瑞克留下過壞印象。他成為病毒感染者而死去屍變，在警察局門口遇上剛要離開的瑞克和摩根，最後被瑞克用左輪手槍槍殺。
- 吉列爾莫（Guillermo；小尼爾·布朗（英语：Neil Brown, Jr.）飾，第1季， 死亡 ）

亞特蘭大療養院的老大，人稱「吉老大」，起初為了爭奪武器而和瑞克等人有過爭執，但之後解除了誤會後才握手相和，之後為了繼續留在療養院照顧老人們安危而婉拒同行。於第二季開始的刪減片段中透漏，瑞克等人回去療養院發現此地已經淪陷，暗示吉列爾莫等其他人也隨之陣亡；另有消息稱他們據說是被人類殺害後，再引入行屍入侵，由於瑞克給予的療養院的槍袋出現在總督的房間內，推測是總督一行人在搜刮亞特蘭大時，將療養院的所有人擊斃，後又遇到被瑞克留下的莫爾，順勢帶回。
- 菲利浦（Felipe；諾爾·古格利亞米（英语：Noel Gugliemi）飾，第1季， 死亡 ）

吉老大的手下，療養院的保鏢，看似滿臉橫肉，冷酷兇殘，卻是一名老人的特別看護。
- 艾德溫·詹納（Dr. Edwin Jenner；諾亞·埃莫里奇飾，第1季， 死亡 ）

亞特蘭大疾控中心僅存的醫學博士，於感染開始時數個月下來試圖挽救措施卻還是以失敗告終，連他身為實驗對象的妻子最後都營救無效。收留瑞克等人進去後為他們公開病毒實情以及疾控中心即將自毀的事情，在瑞克的說服下打開門將他們放走，但最後用悄悄話形式為瑞克坦白“所有人都是帶原者”後，跟瑞克組群中唯一想留下的潔奎一起在疾控中心裡赴死。
- 德維恩·瓊斯（Duane Jones；亞德里安·卡利·特納飾，第1季， 屍變 ）

摩根的親生兒子，和父親一起在外生存時結識瑞克。最後因為父親無意引起的災難而被屍變的母親咬死，死後淪為行屍，至今給摩根造成長久性的精神重創。
- 山姆（；羅賓·羅德·泰勒飾，第4季， 死亡 ）

瑞克和卡蘿獨自出去搜資時遇見的倖存者，和女友安娜躲在住宅屋裡面，待人友好，但後來在女友安娜喪生後失蹤，讓瑞克和卡蘿放棄等待他。獨自逃生的他後來跟著火車鐵軌一路走到終點站，被葛瑞他們當成食物，在即將被割喉放血前跟一同遭囚禁的瑞克重逢，最後被終點站屠夫割喉殺害。
- 安娜（；布莉娜·帕倫西亞（英语：Brina Palencia）飾，第4季， 死亡 ）

山姆的女友，跟他共同躲在住宅屋裡，在採果子途中被行屍殺死，屍體死後才被瑞克和卡蘿發現。
- 伊斯特曼（Eastman；約翰·卡羅·林區飾，第6季， 死亡 ）

犯罪心理醫生，獨居在一間森林小屋裡，災後遇見闖空門的摩根後幫助他度過心理創傷，並教導他和平理念以及合氣道棍術。最後將摩根導回正途後不慎被行屍咬到，度過生命最後時刻後被摩根終結生命且安葬。